# Прутул де Жос (заповедник)
Прутул де Жос (рум. Rezervaţia naturală Prutul de Jos), в переводе «Нижний Прут» — государственный природный заповедник Молдавии, создан 23 апреля 1991 года, на площади 1755,4 га, в целях сохранения и изучения экосистемы озёр и пойменного ландшафта нижнего течения р. Прут, создания благоприятных условий для размножения редких и исчезающих видов растений и животных.
Расположен в Кагульском районе Молдавии. Включает в себя озеро Белеу — водно-болотные угодья мирового значения, охраняемые «Рамсарской конвенцией» («Озера Нижнего Прута» (поз. 1029)).

## Описание
Территория заповедника расположена в юго-западной части Республики Молдова, вдоль нижнего течения реки Прут, последнего крупного притока Дуная, в окрестностях населенного пункта Слобозия Маре.
В настоящее время площадь заповедника составляет 1691 гектар, 2/3 территории - это воды озера Белеу. Остальная территория включает в себя пойму реки Прут, и также участок крутых надпойменных террас. Размеры реликтового озера Белеу, в период среднего уровня воды, примерно 5 х 2 километра, максимальная глубина 2 метра. Размеры озера меняются в зависимости от времени года, уровня весенних и летних паводков, притока воды через протоки, соединяющие его с р. Прут. Это остаток древней дельты Дуная.

## Флора
Флора представлена 160 видами водных, околоводных и наземных растений. Когда вода в озере достигает нормального уровня, в пределах заливных окрестностей озера можно наблюдать массовую водную растительность: камыш, рдест, роголистник, болотноцветник, рогоз.  Редкими видами для Молдавии являются: белая кувшинка, рогульник, сальвиния. К сожалению, в годы засухи, когда уровень воды в озере значительно падает, подавляющее большинство растительности высыхает.
В окрестностях озера произрастают ивы, и, реже, белый тополь. В зависимости от влажности почвы варьирует и пойменный травяной покров.

## Фауна
Ихтиофауна заповедника включает более 27 видов рыб. Озеро является нерестилищем для почти 18 видов рыб, мальки которых затем возвращаются в реку. Разнообразие ихтиофауны определяется реками Прут и Дунай. Основные виды: лещ (Abramis brama), плотва, карп, судак, сом европейский, черноморская проходная сельдь, окунь, щука. Встречаются виды, занесенные в Красную книгу Молдавии: дунайский лосось (Hucho hucho), умбра (Umbra krameri), язь (Leuciscus idus), чоп обыкновенный (Zingel zingel).
Орнитофауна Прутул де Жос представлена более чем 196 видами, из которых 45 видов включены в Красную книгу Молдавии и взяты под международную охрану. На озере, в зависимости от времени года, можно наблюдать птиц, таких как: цапли, бакланы, чайки, утки, гуси, лебеди, крачки, бакланы, а также колонии из сотен или даже тысяч пеликанов.
На территории заповедника насчитывается 7 видов рептилий (50% от общего количества видов в республике). Среди редких краснокнижных видов: болотная черепаха (Emys orbicularis) и желтобрюхий полоз (Coluber jugularis). Многочисленные амфибии представлены 9 видами, редкий вид - обыкновенная чесночница (Pelobates fuscus).
Из хищных на территории заповедника обитают шакал, европейская норка и выдра, с территории Румынии изредка заходит волк.

## Туристические достопримечательности
Озеро представляет интерес для любителей наблюдений за птицами. Но доступность туристических маршрутов зависит от времени года и степени наполнения озера.

## Фотогалерея
- Озеро Белеу
- озеро Белеу, со стороны села Слобозия Маре